# Chiesa di Santa Maria della Neve (Gualtieri)
La chiesa di Santa Maria della Neve è la parrocchiale di Gualtieri, in provincia di Reggio Emilia e diocesi di Reggio Emilia-Guastalla; fa parte del vicariato della Pianura.

## Storia
Verso la fine del XVI secolo iniziò la costruzione della cappella il marchese di Gualtieri Cornelio I Bentivoglio in contemporanea alla costruzione del Palazzo Bentivoglio e poi proseguita dal figlio Ippolito che ne cambiò il progetto su disegno dell'architetto Giovan Battista Aleotti.
La facciata della nuova chiesa fu completata nel 1600. La chiesa fu elevata a collegiata nel 1608 e intitolata a Santa Maria della Neve con una bolla pontificia del papa Borghese Paolo V. La parrocchialità venne qui trasferita dell'antica chiesa di Sant'Andrea.
Nel 1679 il campanile fu sopraelevato e, nel 1765, un'inondazione la rese impraticabile.
Il nuovo edificio fu edificato nello stesso luogo della precedente tra il 1773 ed il 1783, l'aula fu ampliata trasformandola dalle antiche tre navate in una unica. L'anno successivo fu collocato il nuovo organo, nel 1862 costruito l'altar maggiore e, nel 1924, rifatto il pavimento.

## Descrizione

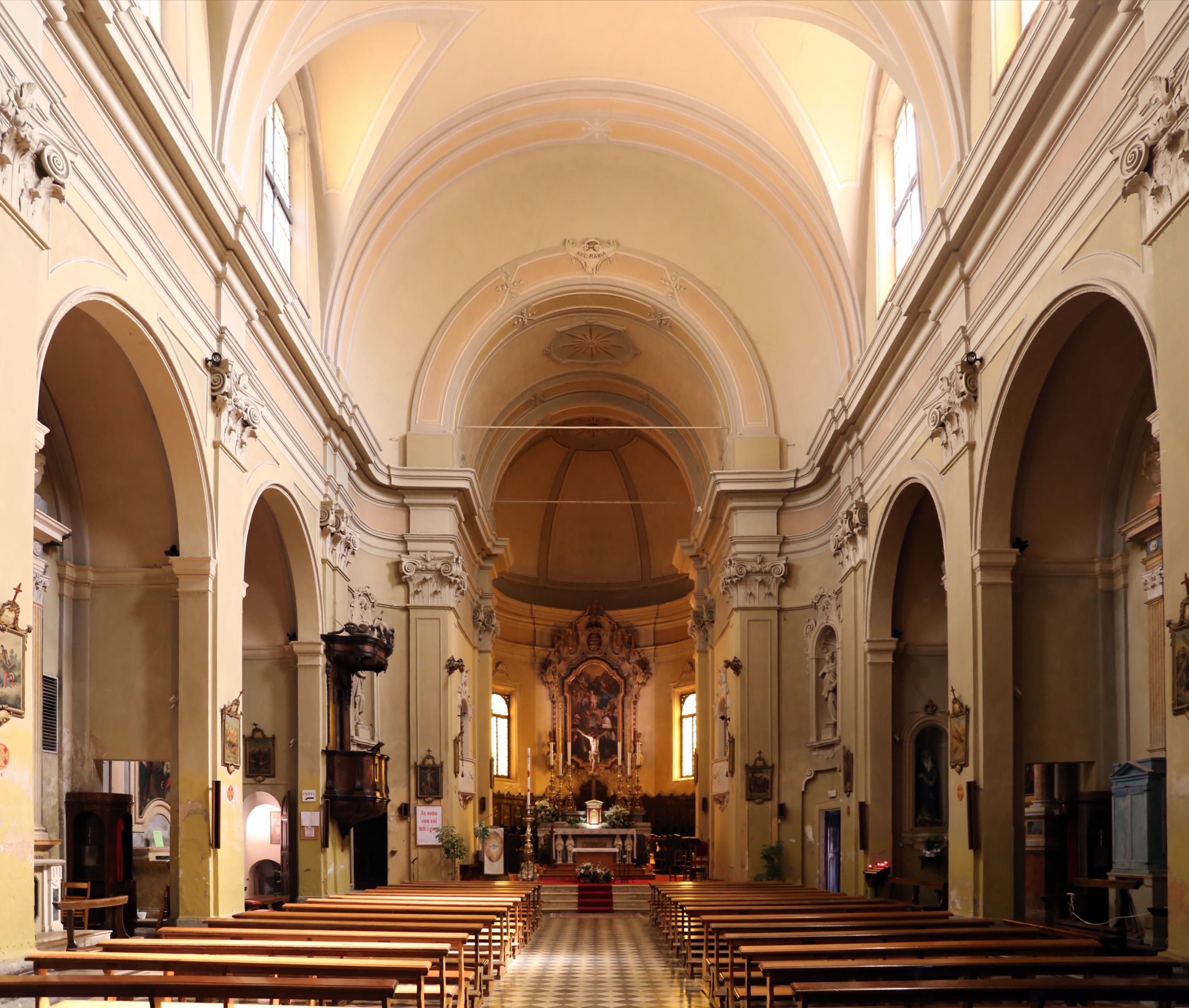
Navata

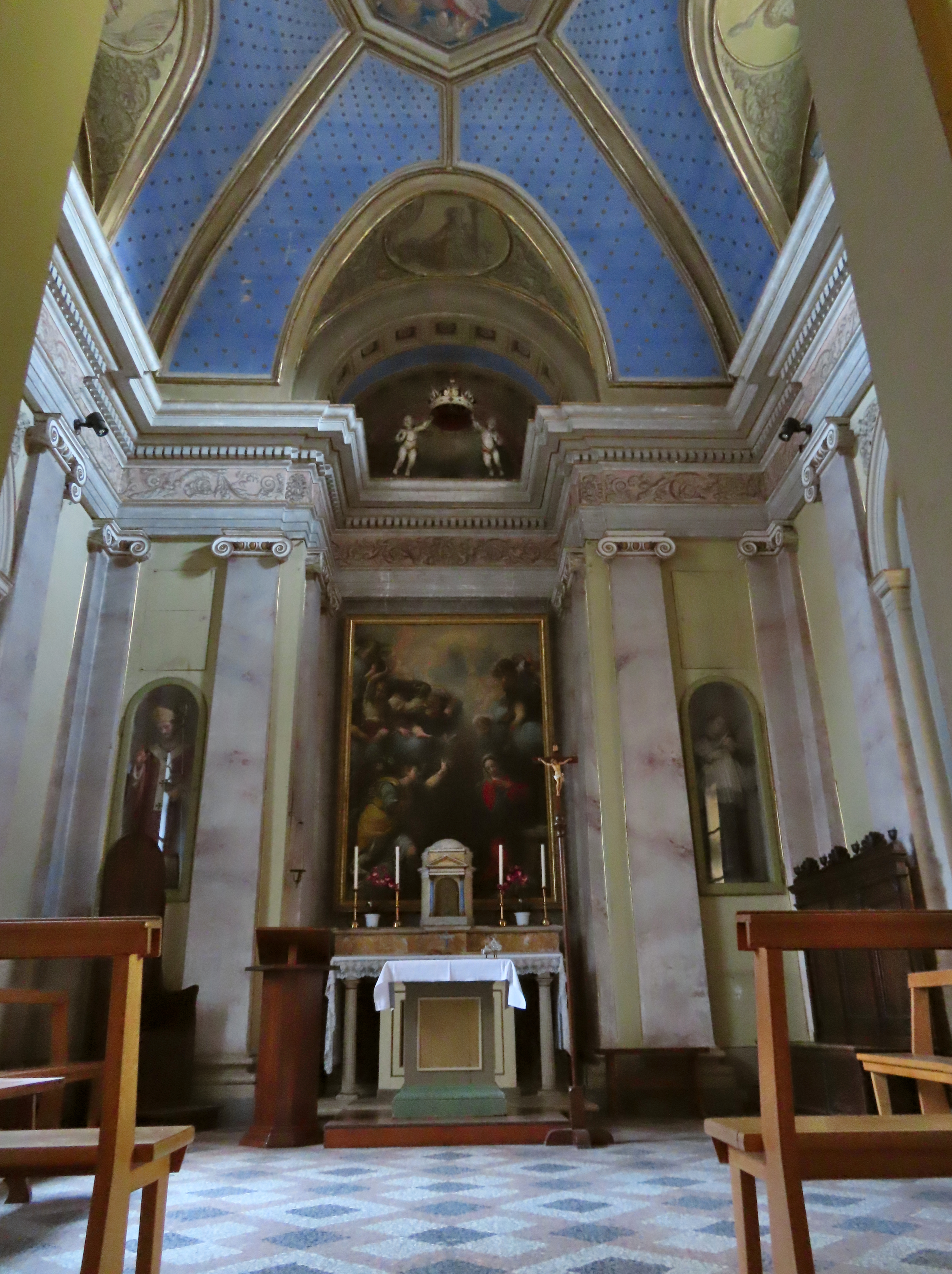
Cappella dell'Annunciazione

### Esterno
La chiesa si trova in piazza Bentivoglio nella parte centrale della cittadina accanto al palazzo omonimo con la facciata rivolta a nord avente tre grandi accessi. L'ingresso centrale è preceduto da una grande nartece che sorregge la cantoria.

### Interno
L'interno si presenta ad una unica navata che non ha più l'originale conformazione voluta da Ippolito Bentivoglio, ma è il risultato di varie ristrutturazioni eseguite nel tempo in particolare quella eseguita alla fine del XVIII secolo ad opera dell'architetto Giovan Battista Fattori.